# Yahia Rashwan
Yahia Kamal Alam Rashwan (20 de febrero de 1969) es un deportista egipcio que compitió en taekwondo. Ganó una medalla de plata en el Campeonato Mundial de Taekwondo de 1991, y una medalla de oro en los Juegos Panafricanos de 1991.

## Palmarés internacional
| Campeonato Mundial  | Campeonato Mundial | Campeonato Mundial | Campeonato Mundial |
| Año                 | Lugar              | Medalla            | Categoría          |
| ------------------- | ------------------ | ------------------ | ------------------ |
| 1991                | Atenas (Grecia)    | Medalla de plata   | –83 kg             |
| Juegos Panafricanos |                    |                    |                    |
| Año                 | Lugar              | Medalla            | Categoría          |
| 1991                | El Cairo (Egipto)  | Medalla de oro     | –83 kg             |